# Hookeriopsis hydrophila
Hookeriopsis hydrophila är en bladmossart som beskrevs av Brotherus 1907. Hookeriopsis hydrophila ingår i släktet Hookeriopsis och familjen Hookeriaceae. Inga underarter finns listade i Catalogue of Life.